# Sulniac
Sulniac é uma comuna francesa na região administrativa da Bretanha, no departamento de Morbihan. Estende-se por uma área de 27,92 km². Em 2010 a comuna tinha 3 802 habitantes (densidade: 136,2 hab./km²).